# Josip Kuže
Josip Kuže (13 tháng 11 năm 1952 – 16 tháng 6 năm 2013) là một cựu cầu thủ và huấn luyện viên bóng đá người Croatia. Ông từng dẫn dắt Đội tuyển bóng đá quốc gia Rwanda từ 2007 – 2008, Đội tuyển bóng đá quốc gia Albania từ 2009 – 2011.